# فيراري 360
فيراري 360 (بالإنجليزية: Ferrari 360)‏هي سيارة رياضية تم إنتاجها من قبل شركة فيراري .

## مصدر
1. ↑  Ahlgrim, Steve (March 2013). "2004 Ferrari 360 Modena Spider F1". Sports Car Market 25 (3): 40–41.